# 오자크 (TV 시리즈)
《오자크》(영어: Ozark)는 빌 더뷰크가 기획한 미국의 드라마이다. 첫 시즌은 미디어 라이츠 캐피털이 제작한 1시간 분량의 에피소드 10편으로 구성되어 있다. 제이슨 베이트먼은 이 드라마 출연 및 에피소드 절반의 연출을 맡았다. 베이츠먼은 갑작스럽게 시카고 교외에서 미주리주 오자크 고원에 있는 하계 리조트 지역 사회로 터전을 옮긴 후, 로라 리니가 연기한 그의 아내 역인 웬디와 함께 멕시코 마약 조직 보스에게 빚을 갚아햐하는 자산 관리사 마티 버드 역을 연기한다. 첫 시즌은 2017년 7월 21일 넷플릭스를 통해 방영했다. 2017년 8월 15일 10부작으로 이뤄진 시즌 2 제작이 확정되어, 2018년 8월 31일에 넷플릭스를 통해 방영했다. 2020년 3월 27일 10부작으로 이뤄진 시즌 3가 넷플릭스를 통해 방영했다.

## 시놉시스
투자 자문업자 마티 버드는 자금 세탁 계획이 잘못되고나서 시카고 교외지역 네이퍼빌에서 미주리주 오자크의 여름 휴양 지역으로 가족들을 데리고 갑작스럽게 터전을 옮기고, 멕시코 마약 조직 보스에게 빚을 갚아야만 한다. 브라이드 일가는 오자크에 도착하고나서, 랭모어 일가와 스넬스 일가를 포함한 오자크 지역의 범죄자들과 얽히게 된다.

## 출연

### 주연
- 제이슨 베이트먼 - 마틴 '마티' 버드, 시카고를 터전으로 삼는 자영업 투자 자문업자이다. 2007년, 그는 그의 사업 파트너와 함께 멕시코 마약 카르텔의 자금 세탁을 맡게 된다.[4]
- 로라 리니 - 웬디 버드, 마티의 아내이자 샬럿과 조나의 어머니이다. 오자크로 이사를 간 후, 웬디는 부동산업자 일을 시작하고 자금을 세탁을 위한 마티의 사업을 알아보기 시작한다.[6]
- 줄리아 가너 - 루스 랭모어, 위험한 범죄자가 될 가능성이 있는 19세의 여인이다. 그녀는 마티의 자금 세탁 작업에 참여하게 되고 '리케티 스플리츠'로 알려진 동네 스트립 클럽의 운영을 맡는다.[5]
- 소피아 휴블리츠(Sofia Hublitz) - 샬럿 버드, 마티와 웬디의 15살 딸이며 시카고로 돌아가려 노력한다.[4]
- 스카일러 개트너(Skylar Gaertner) - 조나 버드, 마티와 웬디의 13살 아들이며, 동물의 사체와 총기등에 이상한 관심을 보이기 시작한다.

### 조연
- 마이클 모즐리 - 메이슨 영 목사.[11]
- 이사이 모랄레스 - 델 리오, 멕시코 마약 카르텔 보스[11]
- 케빈 L. 존슨(Kevin L. Johnson) - 샘 더모디, 부동산업자.[11]
- 제이슨 버틀러 하너 - FBI 요원 로이 페티[12]
- 조시 랜덜 - 버드의 사업 파트너 브루스
- 조대나 스피로 - 레이철 개리슨, 호텔 사장이자 버드의 사업 파트너
- 피터 멀런 - 제이컵 스넬, 오자크내 범죄 조직 보스
- 리사 이머리 - 달린 스넬, 제이컵의 아내
- 매킨리 벨처 3세 - FBI 요원 트레버 에번스이자 로이 페티의 옛 연인
- 해리스 율린 - 버디 다이커, 버드 가의 세입자

## 에피소드
| 시즌 | 시즌 | 회수 | 공개 날짜       | 공개 날짜 |
| ---- | ---- | ---- | --------------- | --------- |
|      | 1    | 10   | 2017년 7월 21일 |           |
|      | 2    | 10   | 2018년 8월 31일 |           |